# Commi
Commi (en llatí Commĭus) va ser rei dels atrèbats, nomenat per Juli Cèsar.
Commi era un dels ambaixadors gals enviats a Cèsar, que el va fer rei. Cèsar confiava en la seva lleialtat i el va enviar a Britànnia amb un cos de cavalleria, però va ser capturat pels britans i carregat de cadenes. Després de la derrota britana, va ser alliberat i enviat a demanar la pau.
L'any 53 aC servia a Cèsar contra els menapis, quedant al càrrec de la cavalleria per mantenir l'ordre després de la seva revolta, Però el 52 aC, quan es va formar una gran aliança de gals per aixecar el setge d'Alèsia, Commi es va unir als gals i va obtenir un alt comandament.
Titus Labiè va provar d'assassinar-lo l'hivern del 52 al 51 aC sense èxit. L'any 51 aC dirigia la confederació dels bel·lòvacs i les tribus veïnes. Quan els atrèbats van ser sotmesos va continuar dirigint una guerrilla contra Roma, però va perdre la major part dels seus homes i finalment es va sotmetre a Marc Antoni.